# Kurische Nehrung
Die Kurische Nehrung (litauisch Kuršių nerija, russisch Куршская коса Kurschskaja kossa) ist eine zwischen der russischen Oblast Kaliningrad und dem südlichen Litauen vor der Ostsee liegende Nehrung. Sie schließt im Süden ans Festland (Samland) und im Norden an die Mündung der Memel in die Ostsee (Memeler Tief) an. Ihre Gesamtlänge ist 98 km, von denen der 46 km lange südliche Teil zu Russland gehört und bis 1945 ein Teil Deutschlands war. Der 52 km lange nördliche Teil gehörte seit Ende des Ersten Weltkriegs zu Litauen, war von 1939 bis 1945 deutsch annektiert, von 1945 bis 1989 Teil der UdSSR und ist seit 1989 Teil des unabhängigen  Litauen.

## Geographische Lage
Die Kurische Nehrung trennt das Kurische Haff von der Ostsee. Sie hebt sich etwa dreißig Kilometer nördlich von Kaliningrad (Königsberg i. Pr.) allmählich vom Festland ab und erstreckt sich von dort aus etwa hundert Kilometer weit in nordöstlicher Richtung. Die mit 3,8 km breiteste Stelle befindet sich beim Bulvikio ragas (Bullwikscher Haken), vier Kilometer nordöstlich von Nida (deutsch Nidden), dem Grenzort des litauischen Teils. Die schmalste Stelle liegt bei der Siedlung Lesnoi (Sarkau) am südlichen Ende der Nehrung und ist nur 380 m breit.

## Territorialgeschichte
Der Name stammt aus der Ordenszeit und bezieht sich auf die seit Beginn des 15. Jahrhunderts hier ansiedelnden Neukuren, oft einfach „Kuren“ genannt, oder weil er auf den Weg nach Kurland und Livland hinweist, ebenso wie die Frische Nehrung (von Königsberg aus betrachtet) „Danziger Nehrung“ genannt wurde. Allerdings siedelten sich auf der Nehrung seit dem 15. Jahrhundert Fischer aus Kurland an, die die ostbaltische, dem Lettischen nahestehende Sprache Nehrungskurisch mitbrachten und auch als „Kuren“ (selten auch „Neukuren“, Eigenbezeichnung Kursenieki) bezeichnet wurden. Die Nehrung war ursprünglich von Nadelwald überzogen. Schon in der Zeit des Deutschen Ordens erfolgten die ersten Rodungen. Erst der Kahlschlag im Nordischen Krieg (1674–1679) und in der russischen Zeit ließ unbewachsene und höhere Dünen entstehen.
Im Mittelalter nisteten auf der Nehrung Edelfalken (Falcones nobiles) in großer Anzahl und wurden dort auch zur Beizjagd abgerichtet und an fremde Herrschaftshäuser versendet.
Riesige Wanderdünen begruben immer wieder Ortschaften. Erst in der zweiten Hälfte des 19. Jahrhunderts gelang es dem Düneninspektor Wilhelm Franz Epha, die Dünen zu bepflanzen und zu stabilisieren. Die Parnidis-Düne bei Nida ist eine der größten Dünen Europas. Früher auch „ostpreußische Sahara“ genannt, dient sie als Filmkulisse.
In frühgeschichtlicher Zeit war sie von Kuren besiedelt, unterbrochen durch rund zwei Jahrhunderte, in denen die Bewohner bis auf wenige Familien nach Norden abgewandert waren. Südlich von Lesnoj lag Wiskiauten, wo heute noch etwa 500 in Ausgrabung befindliche Hügelgräber aus der Wikingerzeit (Mitte 9. bis 11. Jahrhundert) anzutreffen sind. Der litauische Teil der Kurischen Nehrung wurde zum Nationalpark Kurische Nehrung (Litauen), der seit 1945 russische Teil zum Nationalpark Kurische Nehrung (Kaliningrader Oblast) erklärt. Im Mai 2006 verbrannten über 200 Hektar Kiefernwald im nördlichen Teil der Nehrung.
Die Kurische Nehrung wird fast in ganzer Länge von einer asphaltierten Straße („R 515“ in Russland, „167“ in Litauen) durchzogen. Sie beginnt im Süden beim Nehrungsschild an der Zufahrtsstraße bei Cranz (russisch Зеленоградск Selenogradsk) und führt bis zum alten Fähranleger beim litauischen Ort Smiltynė, gegenüber dem Hafen von Klaipėda (dt. Memel) im Norden der Nehrung. Auf russischer Seite zeigen die Kilometersteine die Kilometer ab dem Nehrungsschild an. Auf litauischer Seite steht links die Entfernung ab der russisch-litauischen Grenze, rechts die Entfernung vom/zum Fähranleger.
Im Jahr 2000 wurde die Kurische Nehrung von der UNESCO zum Weltkulturerbe erklärt.

## Geologie

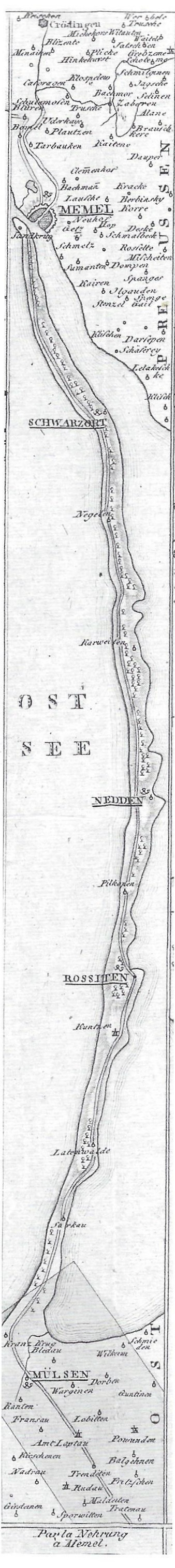
Der Weg entlang der Kurischen Nehrung als Teil der Route zwischen Leipzig und St. Petersburg (1802)

Das Kurische Haff ist auf der Grundlage der Polnisch-Litauischen (Baltischen) Senke, einer vorkambrischen tektonischen Struktur, auf kristallinem Fundament entstanden. Das Hafffundament befindet sich in 2000 bis 2300 Meter Tiefe. Die Achse dieser Senke liegt ungefähr auf der Linie Riga–Kaliningrad. Den östlichen Teil der Baltischen Senke überquert eine Serie tektonischer Verwerfungen in Richtung Südost–Nordwest:
- Linie Gumbinnen – Groß Skaisgirren/Kreuzingen[4] – Rossitten (Гусев/Gussew – Большаково/Bolschakowo – Рыбачий/Rybatschi),
- Linie Labiau – Sarkau (Полесск/Polessk – Лесной/Lesnoi),
- Linie Lasdehnen/Haselberg[5] – Tilsit – Cranz (Краснознаменск/Krasnosnamensk – Советск/Sowetsk – Зеленоградск/Selenogradsk)

und in Richtung Nordnordost–Südsüdwest, vom Fluss Миния/Minija (Minge) abwärts.
In der Geschichte des kurischen Haffbeckens kann man in der geologischen Entwicklung die folgenden drei Hauptperioden unterscheiden:
- die der Eisstauseen,
- die der Küstenseen,
- die des eigentlichen kurischen Haffs.

Nach dem Rückzug des letzten Inlandeises existierten auf dem Gebiet des Kurischen Haffs eine Zeitlang Eisstauseen. Darauf kam ein längeres Festlandsregime, das bis zur Ancyluszeit dauerte. In dieser Zeit gab es auf dem Haffterritorium einen oder mehrere Küstenseen, die in der zweiten Hälfte dieser Periode trocken fielen. Während der Littorina-Zeit befanden sich im südlichen Teil des Haffterritoriums ein See und im jetzigen Nordteil eine Meeresbucht. Die Uferlinie dieser Bucht verlief von Nida (dt. Nidden) bis Ventės Ragas (Windenburger Eck), von hier über Priekulė (Prökuls) in Richtung Klaipėda (Memel).
Während der Regression des Littorinameeres bildete sich allmählich die Kurische Nehrung, die die ehemalige Bucht von der offenen Ostsee abgrenzte. Ein Teil dieser Bucht bildete später die haffnahe Niederterrasse. Der übrige Teil der Bucht vereinigte sich mit dem Strandsee im Süden und bildete auf diese Weise das jetzige Kurische Haff. Das könnte in der zweiten Hälfte des Littorina-Zeitalters erfolgt sein, also vor ungefähr 4000 bis 4500 Jahren. Unter den heutigen Bedingungen steht dem Kurischen Haff unabwendbar das Schicksal bevor, sich in eine Küstenniederung zu verwandeln.
Im Weiteren folgt die Beschreibung des kurischen Haffbeckens, seiner Bodengestaltung und der Bodenablagerungen. Das Bodenrelief des Haffs ist nicht sehr vielfältig und kontrastreich. Die größte Tiefe (5 Meter) liegt im Südteil des Beckens, sein Nordteil ist dagegen bedeutend seichter.
Die Verteilung der rezenten Bodenablagerungen hängt vom Relief und den Sedimentationsbedingungen ab. Die Haffablagerungen kann man in folgende Fazies gliedern: Sand, Schlick und Lehm.
In dieser Fazies wiederum kann man lithologisch genetische Typen und in ihnen granulometrische Gruppen aussondern. Die größten Flächen im nördlichen und mittleren Haffteil bedeckt Sand, im südlichen Teil überwiegt Schlamm. Die Verbreitung des Lehms ist mit der ufernahen Zone verbunden (Ventės Ragas, Südküste des Haffes). Nach ihrer Entstehung sind die Sande glazialen, äolischen, alluvialen oder marinen Ursprungs.
Das Sedimentgestein (zwei Kilometer dick) setzt sich im Haffgebiet aus paläozoischen und mesozoischen Formationen zusammen. Ein pleistozäner Komplex bildet hier einen 80 bis 160 Meter dicken Belag. Die größte Mächtigkeit der pleistozänen Ablagerungen im Gebiet des kurischen Haffs haben die Gletscher der letzten Vereisung hinterlassen (Weichsel-Eiszeit).
Die erste Entwicklungsetappe des kurischen Haffs in der Nacheiszeit ist mit dem Baltischen Eissee verbunden. Die Küste des Yoldiameeres war 10 bis 15 Kilometer westwärts von der Kurischen Nehrung und am Moränenplateau bei der Siedlung Rybatschi (dt. Rossitten) und hat sich von der heutigen Küste um 30 bis 35 Kilometer entfernt. Dank des großen Senkungstempos des südlichen und insbesondere des westlichen Haffteils am Anfang des frühen Holozän, das die glazioisostatische Hebung im alten Holozän abgelöst hatte, lenkte die Memel (lit. Nemunas) den Durchfluss in diesen Haffabschnitt. Am Strom bildete sich eine ausgedehnte Lagune, die während der Ancylus-Transgression mit dem Ästuarium des mittleren Durchflusses vereinigt wurde, und das Kurische Haff entstehen ließ. Als Schranken gegen das Meer dienten damals die Reste einer Moränenkette und das Moränenplateau an der Siedlung Rybatschi. Der nördliche Haffteil stellte damals eine Meeresbucht dar. Obwohl der maximale eustatische Wasserstand des Ancylussees ungefähr sieben bis zehn Meter betrug, hatte die tektonische Senkung im Nemunasdelta eine bedeutende örtliche Transgression hervorgerufen und einen mächtigen Sand- und Schuttbelag hinterlassen.
Nach der Ancylustransgression entstanden unter dem Einfluss des Ancylussees und später des Littorinameeres der ersten Stufe in den Untiefen des Haffs und im Delta Moore und Sümpfe. Im Haffgebiet wurden sie von der folgenden Transgression überflutet und entwickelten sich im Flussdelta weiter. Der Grund ihrer Erhaltung und sogar das Vorkommen oligotropher Moore in der Zeit des eustatischen Litorinamaximums sind durch die erhöhte örtliche tektonische Hebung besonders in der zweiten Hälfte der Littorinazeit zu erklären.
Die Neotektonik des mittleren Holozän unterschied sich durch große regionale Differenzierung. Das Senkungsgebiet hat sich auf die tektonische Linie Sowjetsk–Nida verlagert. Die Halbinsel und besonders die Plateauinsel bei der Siedlung Rybatschi hoben sich. Die tektonische Hebung des Haffs eliminierte die eustatische, darum sind die Küstenbildungen der ersten und der letzten Littorina-Transgressionen fast übereinstimmend. Auf der Basis von moränen Inseln und Plateauresten bei der Siedlung Rybatschi bestand schon in der Mitte des mittleren Holozäns die kurische Nehrung. Das limnische Meeresstadium (subboreale Periode) ist durch Richtungsänderung epirogenetischer Bewegungen gekennzeichnet. Das Delta und Haffgebiet sanken. Diese Tendenz, die durch einen eustatisch-tektonischen Anlass hervorgerufen wurde, blieb auch während der ersten baltischen Transgression erhalten.
Die Zeit zwischen der ersten und zweiten baltischen Transgression wird durch eine differenzierte Hebungstendenz charakterisiert. Während der letzten fünf Jahrhunderte hat sich diese Differenz vergrößert: der südliche und besonders der südwestliche Haffteil, der Bereich der Klaipėda-/Memel-Meeresenge, sanken, und der mittlere Haffteil mit Kurischer Nehrung und der Bereich des Avantdeltas hoben sich. Die im letzten Jahrtausend entstandene Meeresenge von Klaipėda rückte an die Stelle der früheren, die am Zirgu-Ragas-Haken existierte.
In der Haffsedimentation überwiegt die Allochthonkomponente die autochthone beträchtlich. Im Verfall begriffene nordwestliche und südliche moräne Küsten und moräne Unterseehügel – Riffe mit kiesigen Fazies –, verwandeln sich in einen breiten sandigen Streifen und umrahmten das Haff. Schlamm konzentriert sich im großen Areal des südlichen Haffteils. Als Pufferfazies treten sandiger Schlamm und schlammiger Sand im mittleren und nördlichen Teil des Haffs auf. Autochthone Ablagerungen (Detritus, Muschelkalk) werden häufiger im südlichen Haffbereich gefunden. Muschelkalk konzentriert sich um die Sandbänke. Der gesamte Carbonatgehalt der Sedimente ist gering. 98 Prozent des Einzugsgebiets des kurischen Haffs bildet das Zuflussgebiet des Nemunas. Diesem ist eine intensive Oberflächenerosion eigen (1965 bildete der Erosionsboden etwa fünf Prozent des gesamten Gebietes).
Mittlere Fraktionen der Erosionsprodukte wurden in der Zeit der Frühjahrshochflut in den Flusstälern und im Delta abgelagert. Nach der Errichtung der Polder konnte der abgedeichte Strom dieses Geschiebe direkt in das Avantdelta und das Haff transportieren. In landschaftlicher Hinsicht teilt man das Haff in drei Bereiche: den nördlichen, mittleren und südlichen, in denen man zehn weitere genetische Mikrorajone unterscheidet. Die angrenzenden Deltabereiche Küstenflachland, Nehrung und Nadruvs-Plateau teilt man auch in weitere 16 Mikrorajone.
Des Weiteren ist für die Reliefbildung der Verlauf der tektonischen Hebungen und Senkungen im Atlantikum, Subboreal und Subatlantikum interessant. Diese Zeiten sind durch sich ausgleichende Hebungen und Senkungen bis maximal acht Meter gekennzeichnet. Geologisch ältere Zeiten verzeichnen eine Hebung von insgesamt 70 Meter.

## Oberflächenformen

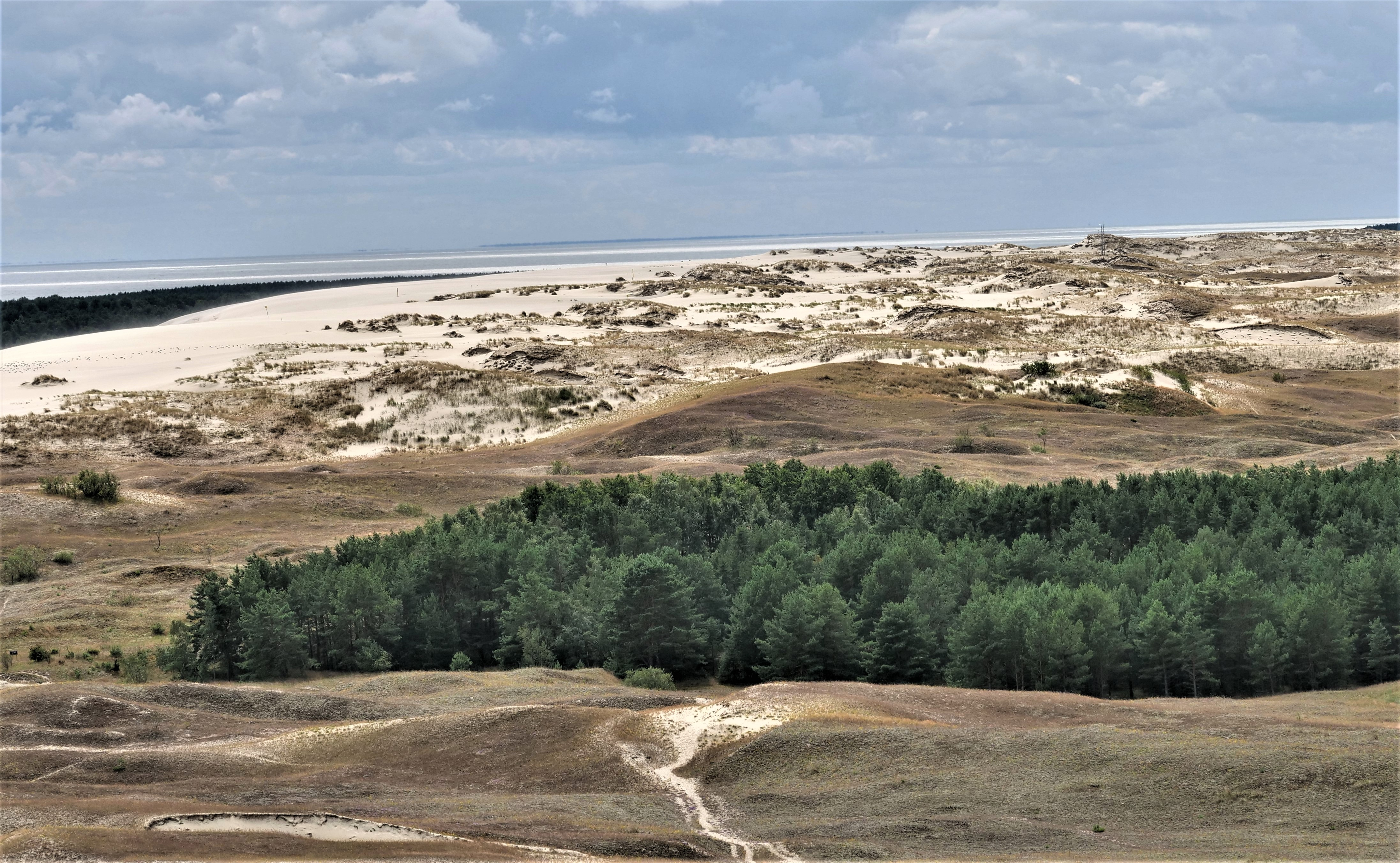
Blick von der Hohen Düne

Anhand des Höhenmodells der Kurischen Nehrung kann man das Relief der Kurischen Nehrung sehr gut erkennen.
Im Westen im Küstenbereich liegt der Strand mit der anschließenden Vordüne. Die Vordüne erhebt sich bis ca. zehn Meter über den Meeresspiegel. Nach der Vordüne folgt ein flacher Abfall zur Palve hin. Die Palve selbst stellt ein flaches Relief dar und liegt in einer Höhe von meist drei bis sieben Metern. Im Süden des Untersuchungsgebiets liegt die Palve teilweise unter drei Metern, was in weiterer Folge für den Grundwasserflurabstand wichtig ist. An die Palve anschließend folgt die Düne. Die Düne erreicht im Bereich Nidas unterschiedliche Höhen, je nachdem ob die Waldvegetation gerodet wurde oder nicht. In Bereichen, wo im 18. Jahrhundert gerodet wurde, setzte starke Dünenbildung ein. Teilweise wurden noch bestehende Wälder und Fischerdörfer besonders im Süden Nidas verschüttet. Im südlichen Teil des Untersuchungsgebiets befindet sich noch heute eine unbewaldete Düne. Sie erreicht fast 73 Meter Seehöhe. Die Form dieser unbewachsenen Dünen besteht aus einem flachen Anstieg (vier bis zwölf Grad) von der Palve (= Wanderbahn der Düne). An der Ostseite fällt die Düne relativ steil ab (30–35°).
Im Bereich von Nida erkennt man die ursprüngliche Form der bewachsenen Dünen mit einer maximalen Höhe von 20 bis 30 Metern. In diesem Bereich wurde im 18. Jahrhundert nicht gerodet.

## Küstenmorphologie

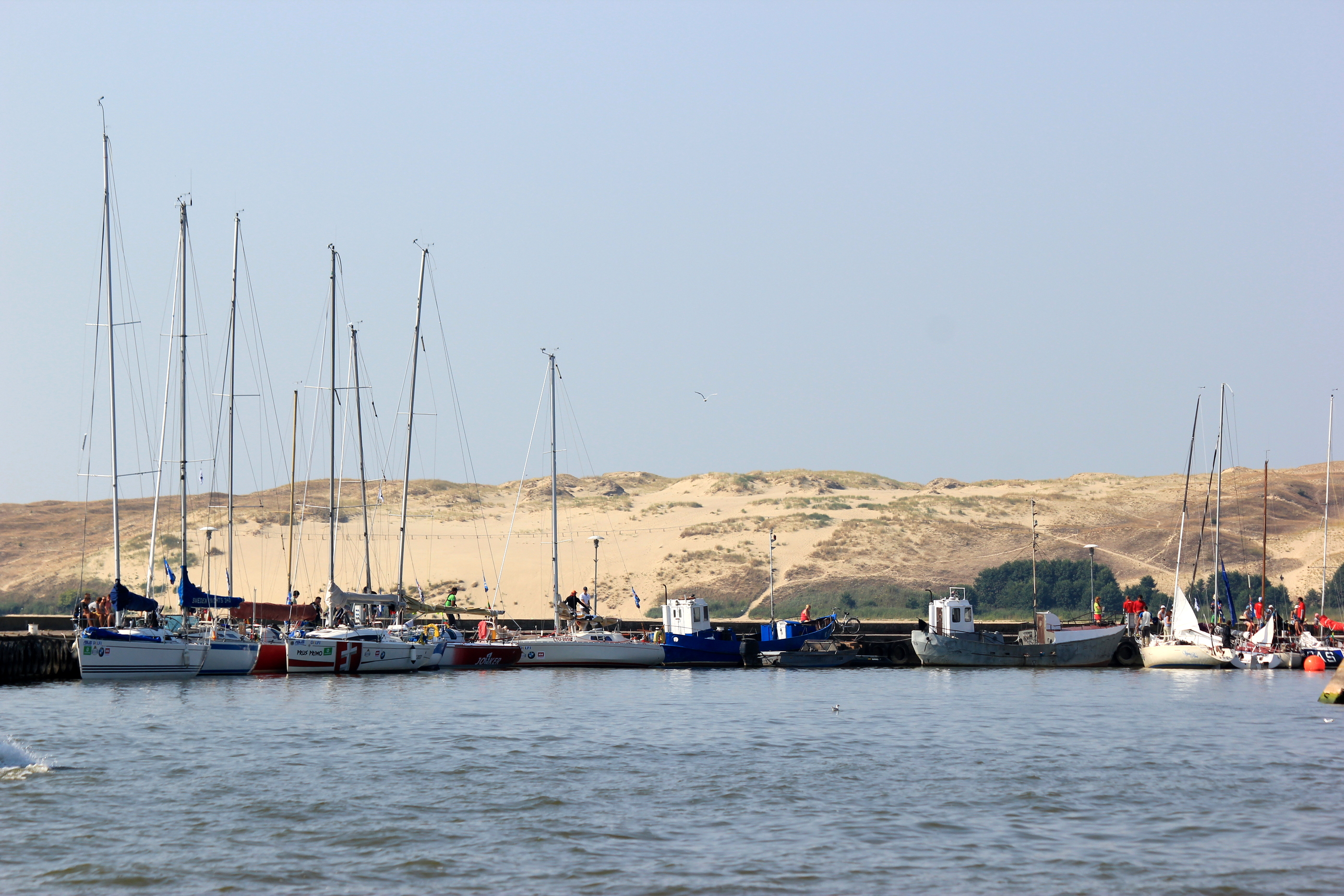
Dünen bei Nida, litauische Seite

Verursacht durch Materialtransport, Abtragung und Akkumulation äolischer und mariner Art, befindet sich der schmale Landstreifen der Kurischen Nehrung dauernd in Bewegung. Der Nachweis dafür wurde durch archäologische Grabungen erbracht. Die Versetzung der Küstenlinie meerseitig sowie haffseitig erfolgt je nach Bodenbefestigung mehr oder weniger schnell nach Osten.
Entlang der Kurischen Nehrung ist der Strand relativ flach. Die Zehn-Meter-Linie liegt hier etwa einen Kilometer vor der Küste. Die hier liegende Längsküstenströmung bildet eine Unterwasserrinne mit gut ausgebildeten zwei bis drei Sandbarren im Bereich Nida. Wie erwähnt ist die Küste durch hydrodynamische Prozesse geprägt, vor allem durch die Längsküstenströmung. Das war mit der Erosion der Moränen Kaps (Samland-Halbinsel) und mit der Ablagerung des Materials entlang der heutigen Nehrung verbunden. Es fand ein intensiver Längs- und Querküstensedimenttransport mit einer Depris-Sortierung statt. Während des Atlantic prägten vorherrschende Südwestwinde und daraus resultierender Sedimenttransport aus dem Süden die heutige Form der Kurischen Nehrung. Das ist nicht nur aus der länglichen Form der Kurischen Nehrung, sondern auch aus der Komposition der Sedimente zu schließen (Glauconite, Phosphorite). Diese Sedimente sind in der maximalen Menge, wie sie in der Atlantic-Periode zu finden waren, vorhanden. Sie wurden aus paleogenetischen Schichten der Halbinsel Samland herausgewaschen.
Küstenabschnitte, an denen abgetragen wird und Küstenabschnitte, an denen abgelagert wird, wechseln sich ab. Das Gesamtvolumen des Sedimentflusses bewegt sich zwischen 300.000 und 1.000.000 Kubikmetern pro Jahr. Hauptquelle des Sedimentflusses stellt die Küstenerosion dar. Am intensivsten ist die Küstenerosion während Unwettern im Bereich der Halbinsel Samland in einer Tiefe von fünf bis sechs Metern. Hier liegt die 10-m-Linie nur fünf bis sieben Meter vor der Küste.
Die Küstenzonen des Längsküstensedimentflusses kann daher unterschieden werden in:
- Erosionszone (ER)
- Transitzone (TR)
- Ablagerungszone (AL)

Die Erosionszone ist also gekennzeichnet von einer negativen Sedimentbilanz, daher sind die Strände schwach entwickelt und schmal. Die Debris ist rau (schlecht sortierte Sedimente am Strand). Die Erosionszone erstreckt sich über den gesamten Bereich der Halbinsel Samland und den unteren Teil der Kurischen Nehrung.
Die Transitzone hat eine ausgeglichene Sedimentbilanz. Die Sedimente sind an der Küstenbahn gut sortiert. Die Strände sind relativ stabil und breit (35 bis 75 Meter). Die Underwaterslope wird küstennah komplementiert durch eine Serie von (drei bis vier) Sandbarren. Diese Transitzone liegt auf der Kurischen Nehrung zwischen Rybatschi und Juodkrantė.
In der Ablagerungszone liegt positive Sedimentsbilanz vor. Der Strand ist hier zwischen 75 und 100 Meter breit. Diese Zone ist durch ein gut äolisch geformtes Relief geprägt. Eine reduzierte granulometrische Form ist gegeben. Die Menge des Sedimentflusses wird auch von künstlichen Hindernissen beeinflusst. Daher können künstliche Hindernisse auch störend wirken und werden auf der Kurischen Nehrung vermieden.
Generell nimmt der Sedimentfluss gegen Norden bis Klaipėda an Menge zu:
- Selenogradsk: 25.000–300.000 m³/a
- Neringa: 350.000–400.000 m³/a
- Klaipėda: 500.000 m³/a

## Ortschaften

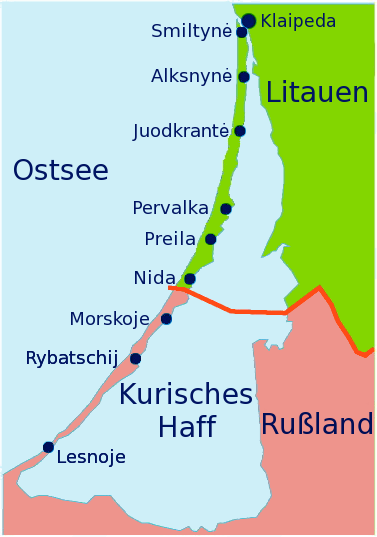
Landkarte

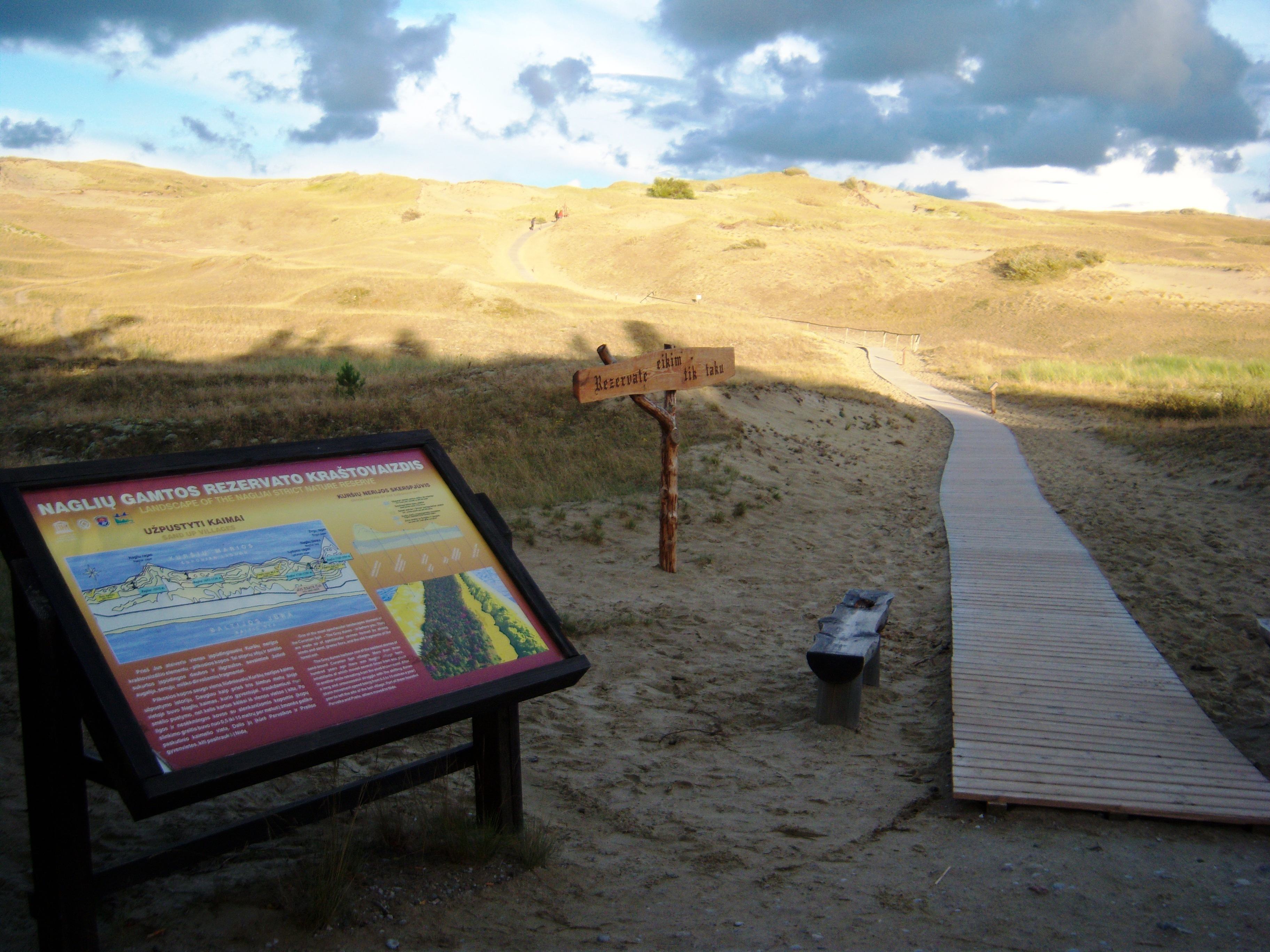
Ort des im 19. Jahrhundert versandeten Neegeln

Auf der Kurischen Nehrung gibt es folgende Dörfer:
Litauischer Teil
- zu Klaipėda (dt. Memel):
  - Smiltynė (Sandkrug), Kilometer 51/0
- Gemeinde Neringa:
  - Alksnynė (Erlenhorst), km 43,0/8,0
  - Juodkrantė (Schwarzort), km 31,3/19,7
  - Pervalka (Perwelk), km 18,0/33,0
  - Preila (Preil), km 12,7/38,3
  - Nida (Nidden; Hauptort des litauischen Teils), bekannt durch die Ballade „Die Frauen von Nidden“ von Agnes Miegel, km 3,7/47,3
- schon Mitte des 19. Jahrhunderts verschwunden:
  - Karvaičiai (Karwaiten), altes Kirchdorf
  - Nagliai (Neegeln)

Russischer Teil
- Морско́е/Morskoje (dt. Pillkoppen), Kilometer 44,3
- Рыбачий/Rybatschi (Rossitten), km 34
- Красноречье/Krasnoretschje (Kunzen; nicht mehr existent), km 31
- Лесной/Lesnoi (Sarkau), km 10,8

## Sprache
Bis zum Ende des Zweiten Weltkriegs sprachen die Bewohner der Nehrung, die Nehrungskuren neben Deutsch und auf der nördlichen Nehrung auch Litauisch im Alltag meistens das dem Lettischen nahestehende Nehrungskurisch. Heute sprechen die Bewohner im litauischen Teil Litauisch und im russischen Teil Russisch.

## Tourismus
Vor allem der litauische Teil der Nehrung ist ein beliebtes Reiseziel. Mittelpunkt des Fremdenverkehrs ist die Ortschaft Nida, wo sich Hotels, Ferienwohnungen, Campingplätze und Gastronomie befinden.
Der russische Teil der Nehrung ist touristisch weniger erschlossen, nicht zuletzt wegen des Visumzwangs für Russland. Die Urlauber auf dieser Nehrungsseite kommen meistens aus Russland und Belarus. Einige Kaliningrader haben Wochenendhäuschen. Es gibt zwei Ferienlager für Kinder und Jugendliche (Djuny bei Kilometer 16,8 und Chwoinoje bei Kilometer 28,8).

## Sehenswürdigkeiten

### Litauischer Teil

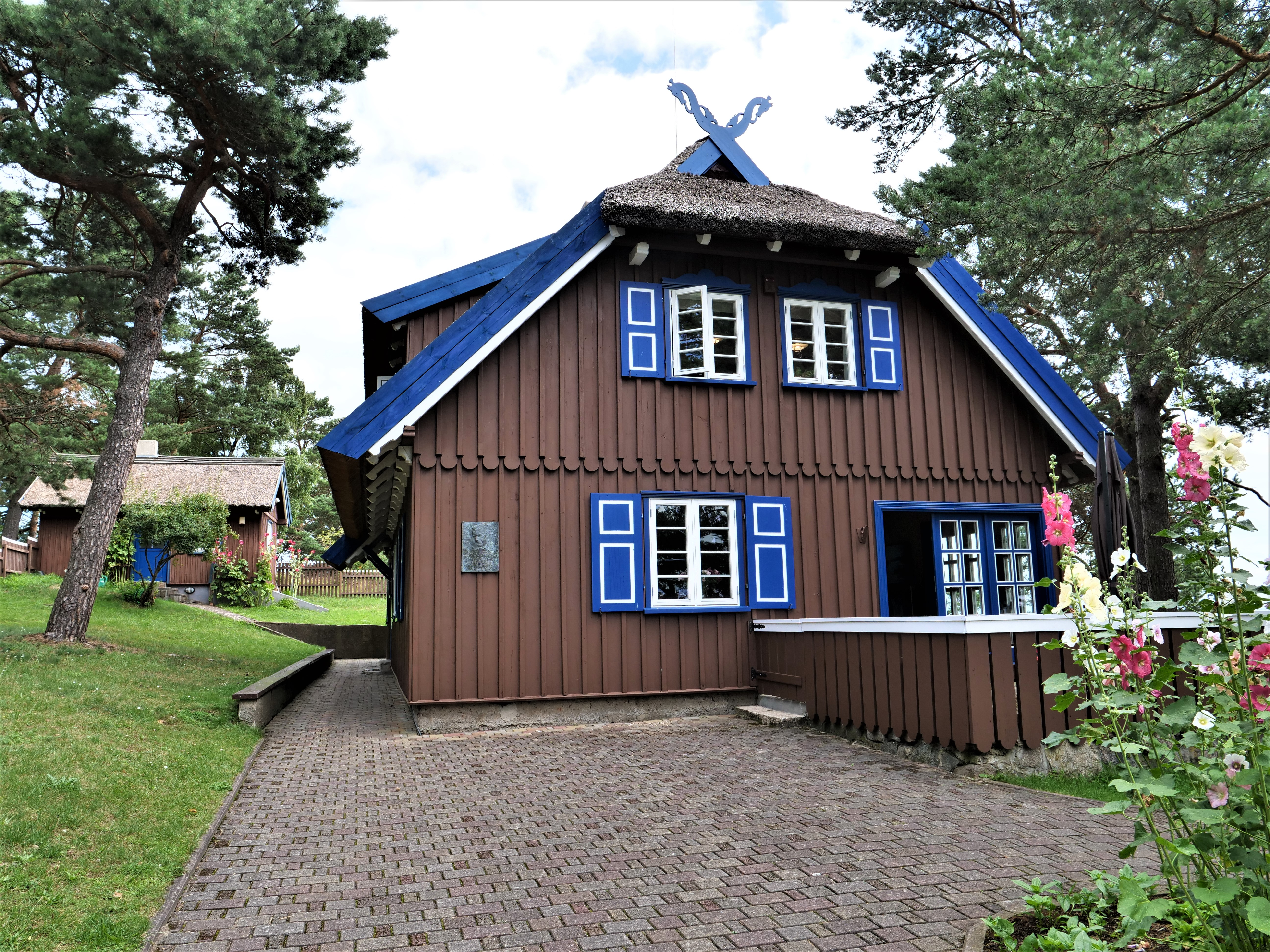
Thomas Manns Sommerhaus (mit Gedenktafel an der linken Hausecke)

- Thomas-Mann-Kulturzentrum in Nida. Jährlich findet in Nida auch das Thomas-Mann-Festival mit Lesungen, Diskussionen und Konzerten statt.
- Ludwig-Rhesa-Denkmäler in Juodkrantė und bei Pervalka
- Hexenberg in Juodkrantė mit Holzskulpturen
- Ethnografischer Friedhof mit Grabdenkmälern und Kurenkreuzen in Nida
- Atelier des bekannten litauischen Künstlers Eduardas Jonušas in Nida
- Ethnografisches Fischer-Museum in Smiltynė
- Delfinarium und Meeresmuseum in Smiltynė
- Lutherische Kirchen in Nida und Juodkrantė (Litauen ist ansonsten überwiegend katholisch)
- Tote Dünen zwischen Juodkrantė und Pervalka
- Tal der Stille
- Tal des Todes, erhielt seinen Namen aufgrund der französischen Kriegsgefangenen, die hier bei einem Lagerbau in den Jahren 1870–1872 aufgrund schlechter Bedingungen gestorben sind.
- Parnidis-Düne (lit. Parnidžio kopa) mit Sonnenuhr-Kalender in Nida, auch bekannt als die Hohe Düne
- Gedenkstätte für die litauischen Segelflugpioniere und für den deutschen Segelflieger Ferdinand Schulz
- Bernsteinmuseum in Nida und der ehemalige Bernsteinhafen in Juodkrantė
- Graureiher- und Kormoranenkolonie bei Juodkrantė
- Negelsches Naturreservat (lit. Naglių rezervatas), Dünen nördlich Pervalka über dem ehemaligen Dorf Negeln (lit. Nagliai).

### Russischer Teil

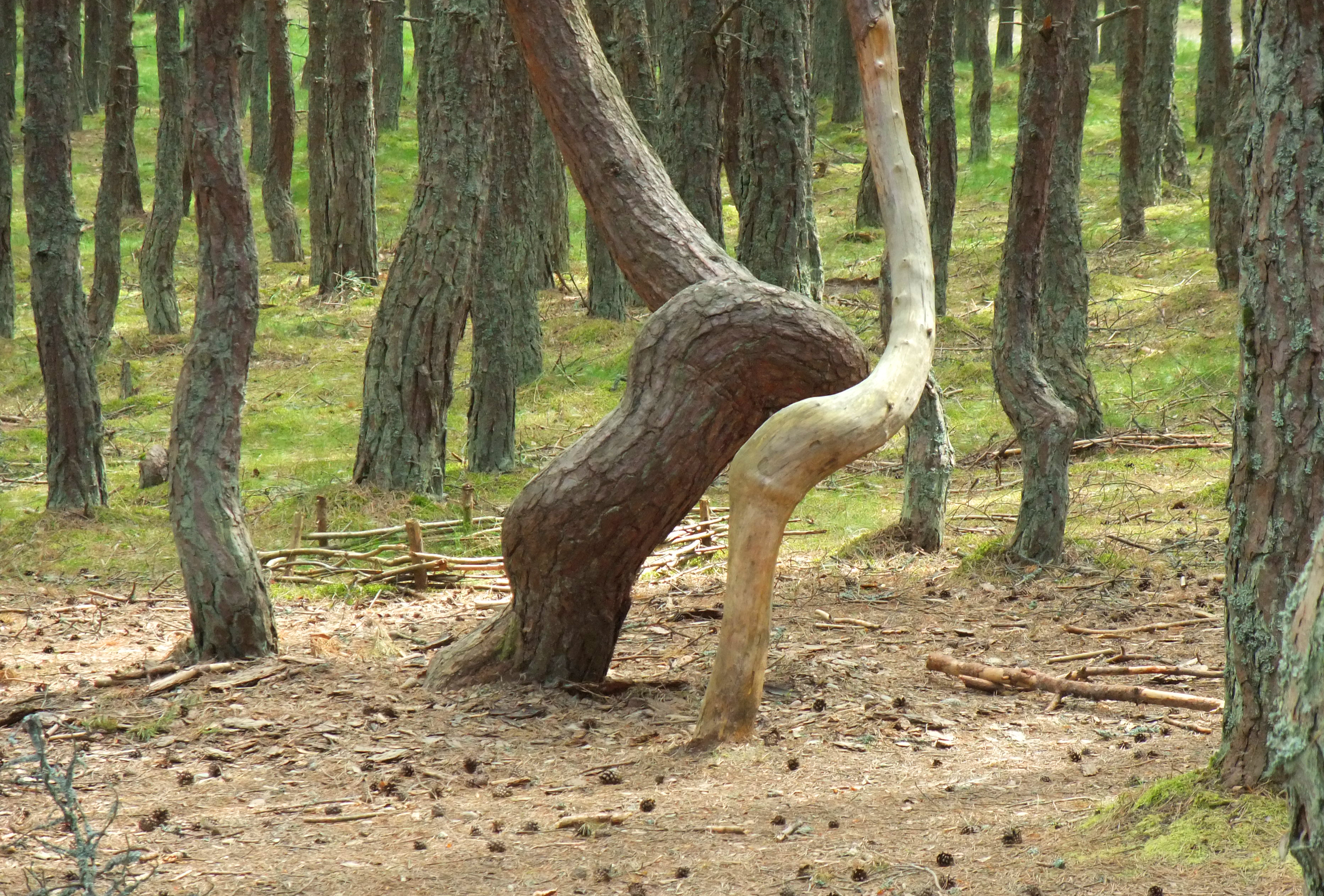
Wald der tanzenden Bäume

- Nördliches Dünengebiet, teilweise Grenzgebiet („Betreten verboten!“), ab Kilometer 45,8
- Epha-Düne bei Kilometer 43 bis 44
- Aussichtspunkt Dünengebiet, Halteplatz, dann 500 m Fußweg, Kilometer 42,2
- Mittleres Dünengebiet bei Kilometer 38,0 bis 42,5
- Vogelwarte in Rybatschi (dt. Rossitten): älteste Vogelwarte der Welt, Kilometer 34
- Alter Friedhof: Grabmäler des Ornithologen Johannes Thienemann und des Düneninspektors Franz Epha, Kilometer 32,1 (Meerseite)
- Bruchberge Müllers Höhe (Gora Krutaja): Parkplatz und kleiner ausgewiesener Wanderweg, höchste Erhebung im russischen Teil (43 m), Kilometer 32,1 (Meerseite)
- Vogelwarte Fringilla: Gruppenführungen, Informationstafeln, große Reusennetze (Außenstelle von Rybatschi), Kilometer 23 (Haffseite)
- Südliches Dünengebiet bei Kilometer 19,3 bis 30,5 (Haffseite)
- Nationalparkmuseum (Musei Nationalnogo parka): Zeigt die Fauna und Flora der Nehrung, aber auch die Lokalgeschichte. Sehr anschaulich macht das Museum verständlich, wie empfindlich das ökologische Gleichgewicht der Nehrung ist. Das Museumsgebäude diente früher als Gästehaus der Parteiführung des Kaliningrader Gebietes. Kilometer 14 (Haffseite, nördlich von Lesnoje)
  - Museum des russischen Aberglaubens: auf dem Gelände des Nationalparkmuseums. Über 80 kleine, skurrile Holzfiguren gewähren den Besuchern Einblicke in die Welt der slawischen Mythologie mit ihren Wasser-, Wald-, Feld und Hausgeistern.
- Morskoje: Nördlichster Ort im russischen Teil der Nehrung. Das ehemalige Dorf Pillkoppen, das von den deutschen Rittern 1283 am Ort der preußischen Siedlung Pillikoppen gegründet wurde, war ein wohlhabendes Fischerdorf, dessen Häuser mit Stroh gedeckt waren, viele davon sind noch erhalten. 500 m nördlich, unweit des Haffufers, liegt ein Friedhof mit russischen Gräbern.

1283 baute der Deutsche Ritterorden bei Morskoje eine Verteidigungsburg. Die Ruinen der alten Ritterburg stehen noch.

## Verkehr
Bereits im 19. Jahrhundert wurde eine Poststraße angelegt, die das Seebad Cranz, heute Selenogradsk, mit der Stadt Memel, dem heutigen Klaipeda, verband. Diese verlief entlang der gesamten Kurischen Nehrung und durch die dortigen Dörfer. Sie war zunächst ein Grasweg, wurde dann vor dem Ersten Weltkrieg befestigt. Später geteert, besteht sie bis heute als Nationalstraße R515. Zwischen dem litauischen und dem russischen Teil der Nehrung existiert ein Straßen-Grenzübergang, der zweimal am Tag in beiden Richtungen von russischen Linienbussen zwischen Kaliningrad und Klaipėda überquert wird.

### Litauische Seite

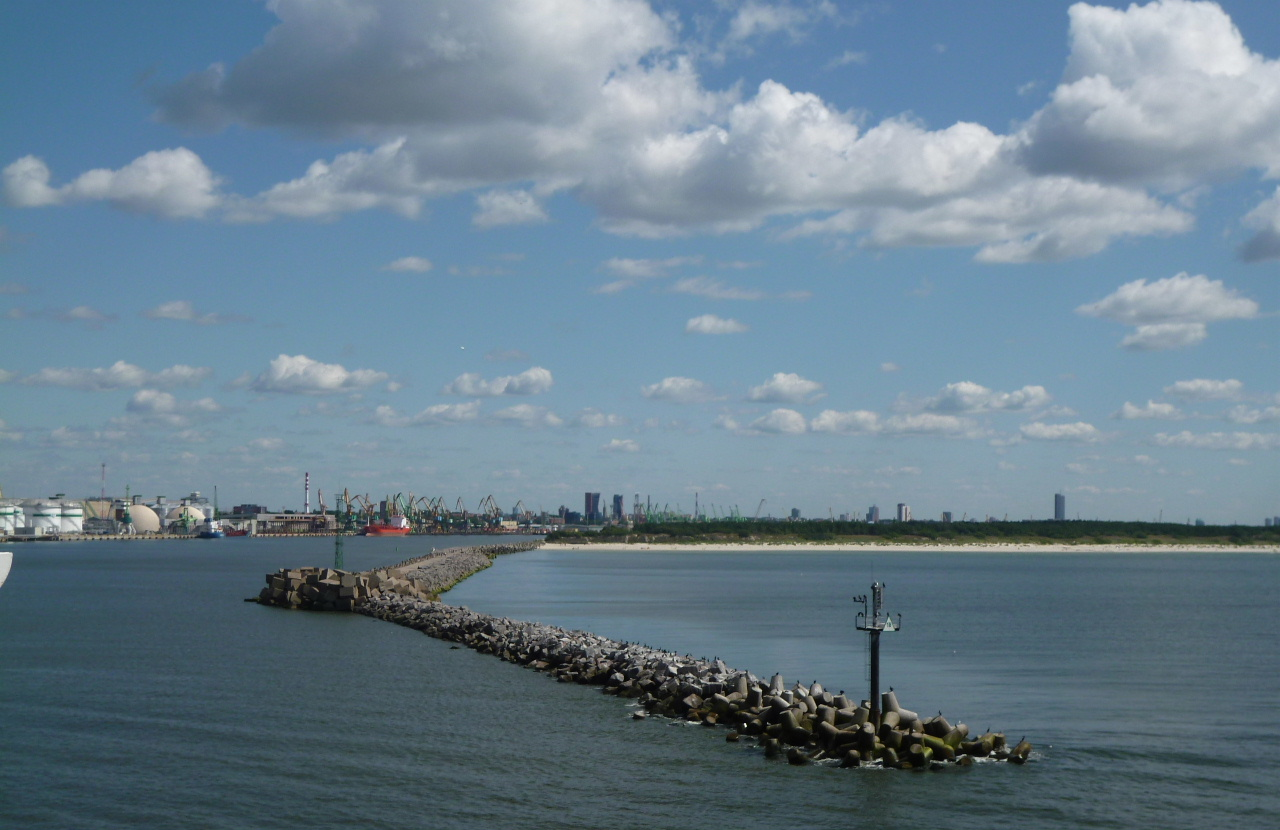
Einfahrt in den Hafen von Klaipėda – rechts die nördliche Spitze der Nehrung – genannt Kopgalis (dt. Süderspitze)

- Von der litauischen Seite kann man die Kurische Nehrung nur durch eine der beiden Fährverbindungen von Klaipėda erreichen. Es gibt die „kleine“ Fähre, die in der Hochsaison nur für Fußgänger bestimmt ist, und die „große“ Fähre (nur für Autos).
- Ein kleines Personenschiff fährt von Šilutė (dt. Heydekrug) nach Nidden.
- Ein Linienbus befährt die Strecke Nida–Kaunas.
- In Palanga (nördlich von Klaipėda) gibt es einen kleinen internationalen Flughafen. Bis 2005 gab es täglich eine Verbindung zwischen Hamburg und Palanga, die von Air Lithuania betrieben wurde, welche im November 2005 Insolvenz anmeldete. Es gibt Verbindungen u. a. nach Frankfurt am Main, Berlin, Kopenhagen, Stockholm, Oslo und Malmö.
- Es gibt eine Fährverbindung zwischen Deutschland und Litauen, Kiel–Klaipėda; sie wird von Det Forenede Dampskibs-Selskab (DFDS) betrieben.
- Die litauische Seite steht, wie die russische, unter Naturschutz. Personen müssen eine Zutrittsgebühr zahlen, hinzu kommt eine Gebühr für Fahrzeuge.

### Russische Seite
- Die russische Seite der Nehrung steht unter Naturschutz (Nationalpark Kurschskaja Kossa), Besucher können gegen Zahlung einer Gebühr eine Einfahrtsgenehmigung in das Naturschutzgebiet erwerben. Der Kontrollpunkt des Nationalparks befindet sich bei Kilometer 3,8 (Hier ist keine Bushaltestelle). Die Anfahrt zur Nehrung erfolgt über Selenogradsk (dt. Cranz) am Südende der Nehrung. Bei Kilometer 0, also dem Anfang der Nehrung in Selenogradsk, gibt es zwei Tankstellen, die nächste und letzte Tankstelle auf russischem Gebiet befindet sich kurz hinter Rybatschi.
- Zwischen Kaliningrad und der Kurischen Nehrung verkehren täglich mehrere Busse, der Linienbus Kaliningrad–Klaipėda hält sowohl in Selenogradsk als auch in allen Ortschaften der Nehrung. Die Fahrt von Kaliningrad bis Rybatschi dauert etwa zwei Stunden.
- Direkt südlich der Nehrung befindet sich der internationale Flughafen Kaliningrad-Chrabrowo.

## Siehe auch

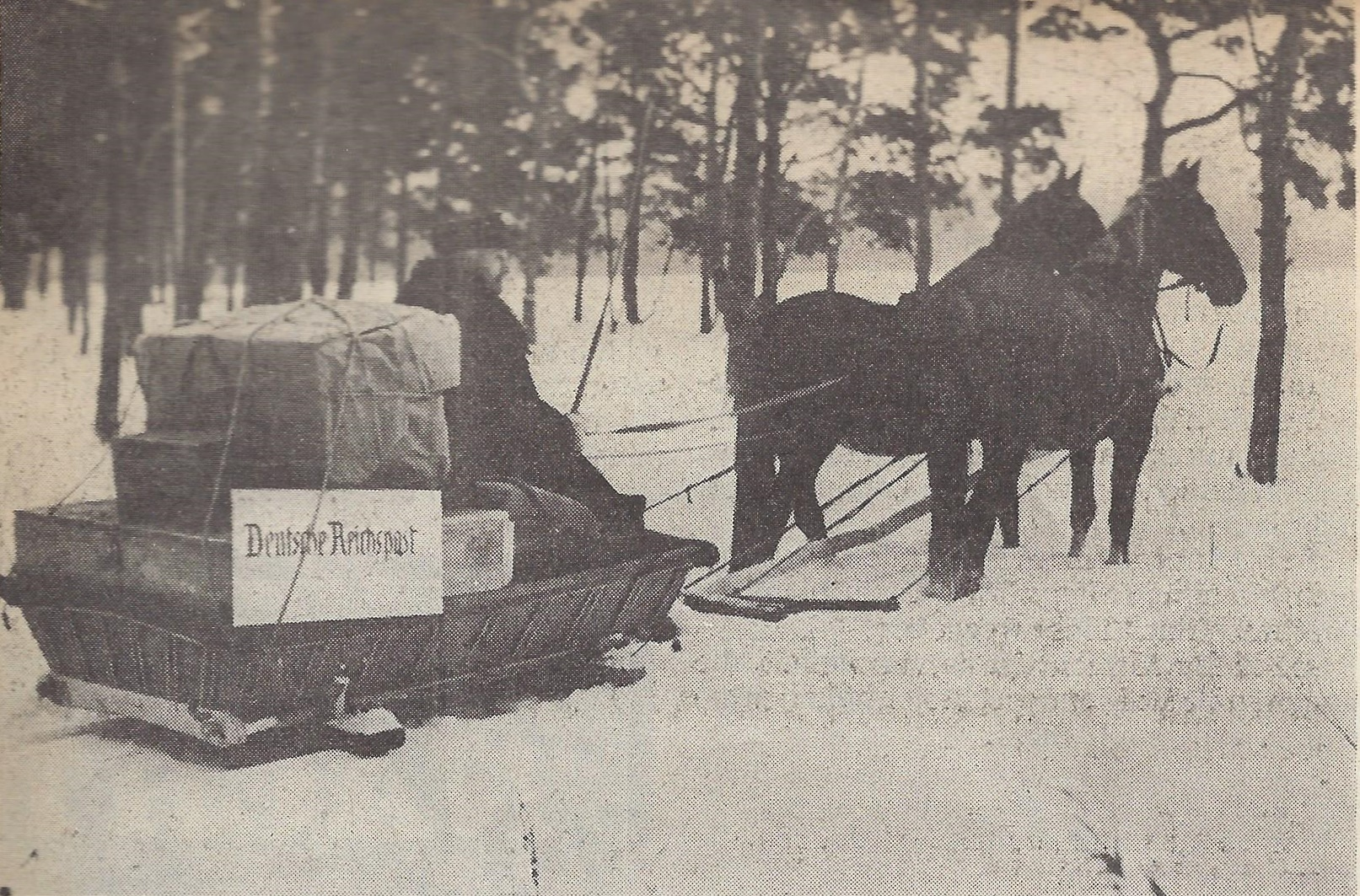
Reichspost auf der Kurischen Nehrung